# Corydalis macrocalyx
Corydalis macrocalyx là một loài thực vật có hoa trong họ Anh túc. Loài này được Litv. mô tả khoa học đầu tiên năm 1902.